# Cratere Hertzsprung
Hertzsprung è un grande cratere lunare di 536,37 km situato nella parte nord-orientale della faccia nascosta della Luna.
Il cratere è dedicato all'astronomo danese Ejnar Hertzsprung.

## Crateri correlati
Alcuni crateri minori situati in prossimità di Hertzsprung sono convenzionalmente identificati, sulle mappe lunari, attraverso una lettera associata al nome.
| Hertzsprung | Coordinate            | Diametro (in km) |
| ----------- | --------------------- | ---------------- |
| D           | 3°25′48″N 126°12′00″W | 48,29            |
| H           | 1°15′36″S 125°09′00″W | 20,01            |
| K           | 0°40′12″S 128°28′48″W | 27,34            |
| L           | 0°13′12″N 128°42′00″W | 34,89            |
| M           | 7°33′00″S 129°47′24″W | 35,79            |
| P           | 0°08′24″S 130°14′24″W | 22,42            |
| R           | 0°16′12″S 132°48′00″W | 30,39            |
| S           | 0°27′N 133°24′W       | 48,9             |
| V           | 5°04′12″N 134°10′12″W | 40,36            |
| X           | 3°40′48″N 130°04′48″W | 24,12            |
| Y           | 8°46′12″N 131°59′24″W | 25,16            |